# Raymond Steylaerts
Raymond Steylaerts (Antwerpen, 3 april 1933 - Middelkerke, 6 januari 2011) was een Belgisch biljarter. Hij werd vooral bekend als artistiek biljarter.

## Levensloop
Hij werd 6 keer wereldkampioen, 14 keer Europees kampioen en 29 keer Belgisch kampioen, waarvan drie keer in de discipline driebanden.
Hij won zijn eerste titel in artistiek biljarten in 1954 in Madrid.
Zijn eerste wereldtitel behaalde hij in 1970 in het Argentijnse Mar del Plata. Steylaerts domineerde later met wereldtitels in 1979 in Den Haag (Nederland), in 1980 in Maubeuge (Frankrijk), in 1984 in Heeswijk-Dinther (Nederland), in 1986 in Acapulco (Mexico) en in 1987 in Mönchengladbach (Duitsland).
Op Europees niveau behaalde hij vanaf 1954 een bijna ononderbroken reeks titels in Madrid, Parijs, Saarbrücken, San Sebastian, Murcia, Saint-Vincent, Dortmund, Amersfoort, Brussel, Saint-Maur, Sant Boi de Llobregat en Linz.
Als driebandspeler was hij een subtopper. Hij werd tweede bij het wereldkampioenschap in 1981 in Wenen (Oostenrijk) achter Raymond Ceulemans. Hij behaalde verder ook nog verschillende derde plaatsen in deze discipline.

## Trivia
In België werd een € 0,52-postzegel uitgegeven met de beeltenis van Steylaerts in actie aan de speeltafel. Het was een van de 12 zegels die werden uitgegeven als huldebetoon aan de Belgische en meestal wereldkampioenen in het biljarten. Centraal daarbij stond Raymond Ceulemans.